# 殺死我阿媽
《殺死我阿媽》（法語：J'ai tué ma mère）是一部2009年的加拿大半自傳體劇情片，是魁北克電影人薩維·杜蘭的編劇和導演處女作。影片在2009年第62届戛纳电影节導演雙週單元展映並在該屆影展斬獲三項大獎 ，而且在現場放映後得到了現場觀眾長達八分鐘的起立鼓掌。影片於2009年6月5日在加拿大魁北克上映，7月19日在法國上映。

## 劇情
16歲少年Hubert（薩維·杜蘭）幼年時父母離異，一直與母親（安妮·杜尔瓦勒）一起生活。進入青春期的Hubert漸漸發現，這個朝夕相處的女人身上糟糕的品味、不雅的儀態與無休止的嘮叨和指責讓他產生了日漸強烈的憎惡，甚至恥於向老師（苏珊娜·克莱蒙）承認母親的存在。隨著Hubert漸漸不再掩飾對母親的反感，這對互相難以忍受的母子之間的爭吵也變得稀鬆平常。親情的力量終於佔了上風，幾近成年的兒子開始嘗試理解母親並分擔她的負擔；然而，Hubert與同性男友（弗朗索瓦·阿诺德）關係的曝光以及父母將他轉去寄宿學校的決定讓和諧的母子關係再次變得遙不可及。重要的情感紐帶先後變得岌岌可危，孤立無援的Hubert要怎樣找回家庭最初的美好？

## 演員
- 薩維·杜蘭 飾演 Hubert Minel
- 安妮·杜尔瓦勒 飾演 Chantale Lemming，Hubert的母親
- 苏珊娜·克莱蒙 飾演 Julie Cloutier，Hubert的老師
- 弗朗索瓦·阿诺德 飾演 Antonin Rimbaud，Hubert的男友
- 尼尔斯·施内德（英语：Niels Schneider） 飾演 Éric，寄宿學校學生
- 帕翠西卡·图拉斯内（法语：Patricia Tulane） 飾演 Hélène Rimbaud，Antonin的母親

## 製作
本片的劇本由杜蘭在16歲時寫成，改編自其中學時寫作的一部半自傳體小說。
影片的拍攝成本為80萬加元，其中有17.5萬加元來自杜蘭自己的積蓄。他曾向加拿大影视管理局和魁北克文化总署尋求進一步投資，但起初均被拒絕，直到後來才從後者處成功申請到補充投資。

## 發行

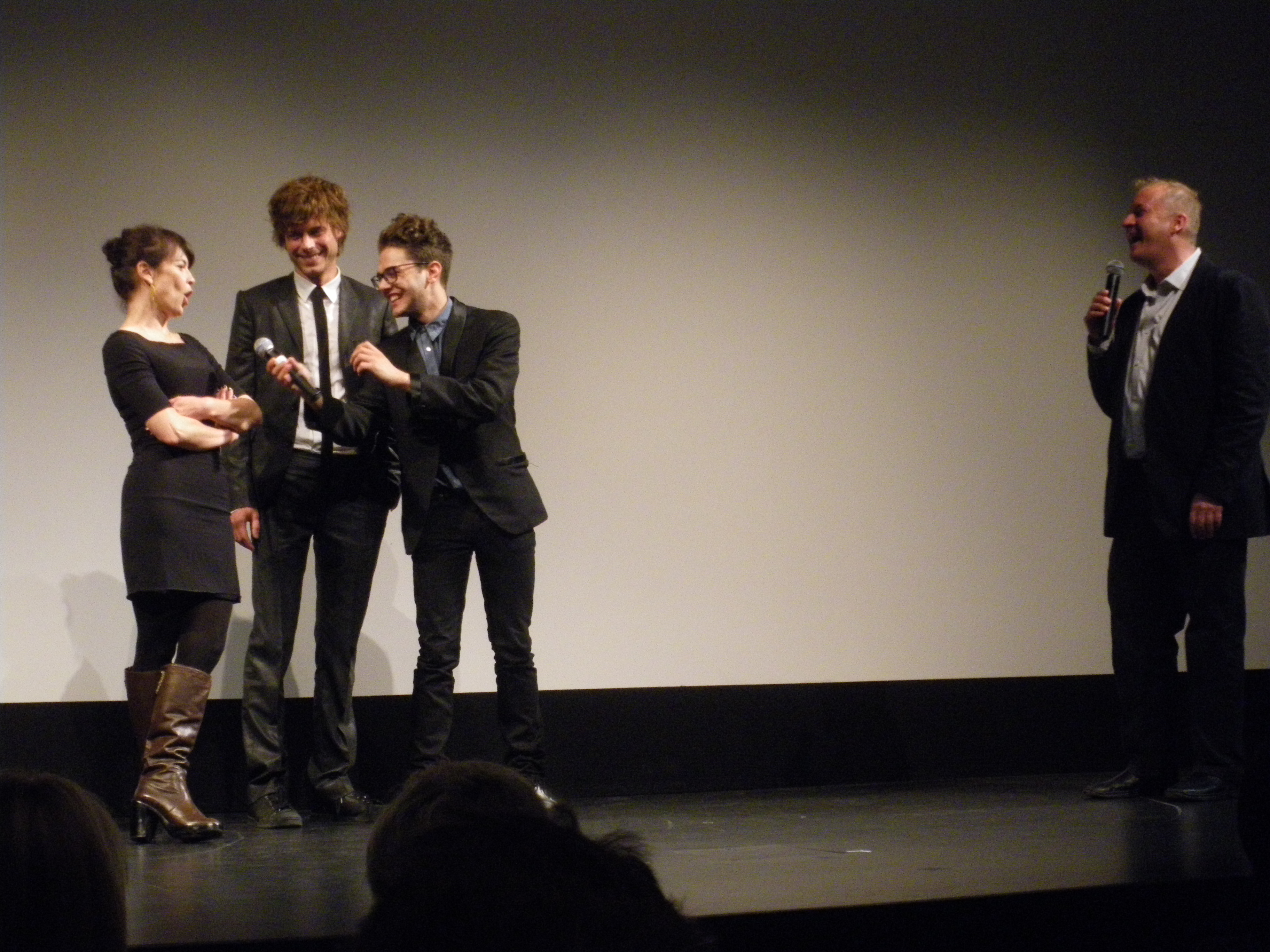
在2009年多倫多電影節的舞台上Q&A，左起安妮·杜爾瓦勒、弗朗索瓦·阿諾德和札維耶·多藍

《殺死我阿媽》2009年夏天在魁北克的12家影院和法國的60家影院上映，最終在魁北克收獲了39.5萬加元票房，法國的觀影人次是18082人。影片晚些時候又在俄羅斯、比利時、希臘等國上映。
在華語地區，影片曾在2009年金馬國際影展和2010年第34屆香港國際電影節展映。2010年，影片在台灣公映。

## 評價
影片得到了影評人的廣泛好評。影片在電影評分網站爛番茄上的好評率為81%，平均得分7.1分；在專業影評網站Metacritic上得到了83分。

## 獎項
2009年，《殺死我阿媽》代表加拿大參加了第82屆奧斯卡金像獎最佳外語片的角逐，不過最終沒有獲得提名。
| 獎項             | 類別                               | 獲獎人                                   | 結果 |
| ---------------- | ---------------------------------- | ---------------------------------------- | ---- |
| 戛纳电影节       | 金攝影機奖                         | 札維耶·多藍                              | 提名 |
| 戛纳电影节       | 法国作家和作曲家协会奖（導演雙週） | 札維耶·多藍                              | 獲獎 |
| 戛纳电影节       | 国际艺术院线协会奖                 | 札維耶·多藍                              | 獲獎 |
| 戛纳电影节       | 年轻视线大奖                       | 札維耶·多藍                              | 獲獎 |
| 凱撒電影獎       | 最佳外國電影                       | 札維耶·多藍                              | 提名 |
| 衛星獎           | 最佳外語片                         | 《殺死我阿媽》                           | 提名 |
| 基尼獎           | Claude Jutra獎（最佳導演處女作）   | 札維耶·多藍                              | 獲獎 |
| 斯德哥尔摩电影节 | 銅馬獎                             | 札維耶·多藍                              | 提名 |
| 溫哥華影展       | 最佳加拿大影片                     | 札維耶·多藍                              | 獲獎 |
| 棕榈泉电影节     | 最佳女主角                         | Anne Dorval                              | 獲獎 |
| 魁北克影視獎     | 最佳電影                           | 薩維·杜蘭、Carole Mondello、Daniel Morin | 獲獎 |
| 魁北克影視獎     | 最佳女主角                         | 安妮·杜尔瓦勒                            | 獲獎 |
| 魁北克影視獎     | 最佳劇本                           | 薩維·杜蘭                                | 獲獎 |
| 魁北克影視獎     | 最佳導演                           | 薩維·杜蘭                                | 提名 |
| 魁北克影視獎     | 最佳男主角                         | 薩維·杜蘭                                | 提名 |
| 盧米埃爾獎       | 最佳法語片                         | 《殺死我阿媽》                           | 獲獎 |
| 盧米埃爾獎       | 最佳導演                           | 薩維·杜蘭                                | 獲獎 |

## 外部連結
- 互联网电影数据库（IMDb）上《殺死我阿媽》的资料（英文）
- 豆瓣电影上《殺死我阿媽》的資料 （简体中文）
- 时光网上《殺死我阿媽》的資料（简体中文）
- 開眼電影網上《殺死我阿媽》的資料（繁體中文）
- Yahoo奇摩電影上《殺死我阿媽》的資料（繁體中文）